# Alphonse de Becker
Pour les articles homonymes, voir De Becker (homonymie).
Alphonse-Vincent-Lambert-Désiré de Becker, né à Louvain le 15 avril 1826 et mort à Bruxelles le 29 novembre 1895, est un avocat et homme politique belge.

## Biographie
Il épouse en 1857 Marie-Antoinette Mascart, fille de Julien Mascart, bâtonnier de l'ordre des avocats à la cour d'appel.
Il est le frère d'Émile de Becker et le cousin germain de Auguste-Antoine de Becker, père du baron Auguste de Becker Remy, questeur du sénat, membre de la chambre des représentants.

## Fonctions et mandats
- Avocat (prête serment le 16 octobre 1848)
- Avocat à la Cour de Cassation de Bruxelles : 1857-1895 (en remplacement de Pierre Sanfourche-Laporte).
- Membre de la Chambre des représentants de Belgique par l'arrondissement de Louvain : 1879-1888
- Bâtonnier de l'ordre des avocats à la Cour de cassation : 1881-1883

## Honneurs
- Son buste en marbre figure sur le péristyle intérieur du Palais de Justice de Bruxelles.

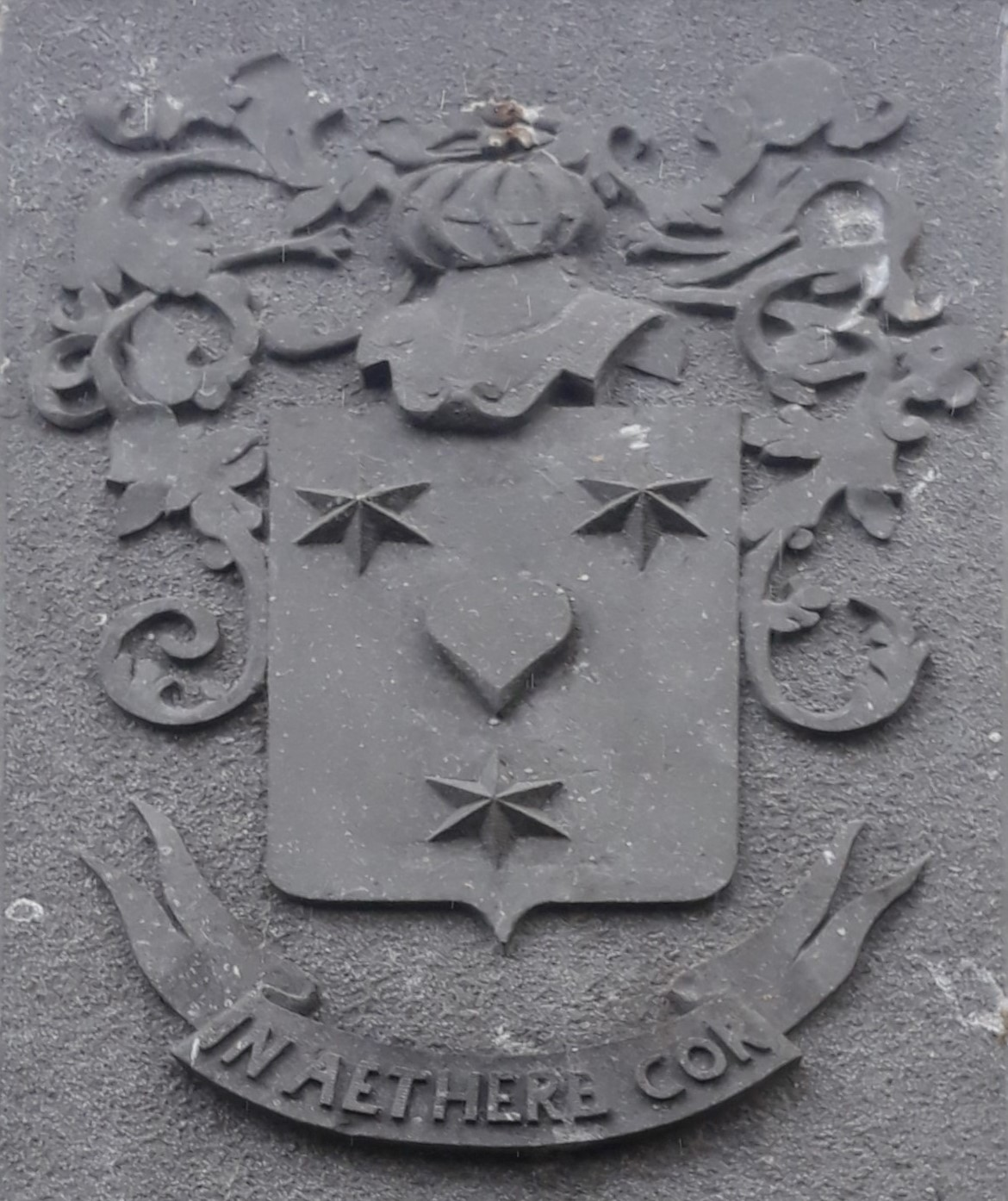
Blason de Becker taillé dans le petit granit. Ancien presbytère de St Aubin. (Belgique)

## Sources
- Le Parlement belge 1831-1894, p. 98.
- Liber memorialis, 1834-1884. Université catholique de Louvain, Louvain, 1887, p. 27.
- Chevalier M. de Schaetzen, "Généalogie de la famille de Becker", dans : Annuaire de la noblesse belge, Bruxelles, 1934, I, p. 137.
- Georges van Hecke, Notes pour servir à l'histoire du barreau de cassation, Bruxelles, 1979, p. 22.

- Ressource relative à plusieurs domaines :   - ODIS